# Distrito de Solan
Solan (en hindi; सोलन जिला) es un distrito de la India en el estado de Himachal Pradesh. Código ISO: IN.HP.SO.
Comprende una superficie de 1 936 km².
El centro administrativo es la ciudad de Solan.

## Demografía
Según censo 2011 contaba con una población total de 576 670 habitantes, de los cuales 270 508 eran mujeres y 306 162 varones.